# Straße zur Heimat
Straße zur Heimat ist ein in Südtirol und Norditalien entstandener deutscher Heimatfilm von Romano Mengon mit Angelika Hauff und Rolf Moebius in den Hauptrollen. Der Film entstand nach Mengons eigenem Roman Der Fremde.

## Handlung
Von den Russen und Polen 1945 aus seiner ostpreußischen Heimat vertrieben, hat der junge Ingenieur Walter Neuhauser den Anschluss an die Arbeitswelt in seiner Neuheimat im Westen Deutschlands nicht gefunden. Von Arbeitslosigkeit geplagt, sieht er keine andere Möglichkeit mehr, als auszuwandern. Sein Ziel ist Italien, doch dorthin zu kommen ist in der frühen Nachkriegszeit nicht ganz so einfach. Illegal überquert Walter die Grenze und findet zunächst Arbeit auf dem Hof des Südtiroler Altbauern Moser, nachdem dessen freundliche Tochter Fanny sich für Walter verwendet hat. Bald entstehen zarte Bande zwischen dem pragmatischen Ostpreußen und der hinterwäldlerischen, aber liebenswerten Bauerstochter – eine Entwicklung, die ihr starrköpfiger Vater nicht gern sieht. Da Walters illegaler Grenzübertritt nach Italien auch den Mosers Ärger einbringen könnte, entschließt sich der Deutsche eines Tages dazu weiterzuziehen. 
Er gelangt an den Gardasee, wo er einer früheren Freundin wiederbegegnet. Diese Evi Faber ist in der Zwischenzeit in schlechte Kreise geraten und befindet sich nunmehr in Gesellschaft von grimmigen Kokainschmugglern. Evi kann Walter einen neuen Job als Fahrer vermitteln. In Evis Umfeld droht Walter jedoch ebenfalls kriminell zu werden, aber im letzten Moment, ehe die Polizei die Rauschgiftbande im Rahmen einer Razzia auffliegen lässt und festnimmt, gelingt Neuhauser der Absprung. Die Liebe zu Fanny treibt ihn über den Umweg als Arbeiter an einem Staudamm zurück auf die Straße zur Heimat, wie der Filmtitel suggeriert, also zurück auf den Bauernhof. Hier hat Fanny in Treue fest auf ihn gewartet hat. Jetzt, wo der knorrige Alte nichts mehr gegen die Verbindung seiner Tochter mit dem Fremden einzuwenden hat, können die beiden heiraten und miteinander glücklich werden.

## Produktionsnotizen und Wissenswertes
Die Dreharbeiten fanden 1951 mit Studioaufnahmen in München-Geiselgasteig sowie mit Außendrehs in Bozen, Meran, den Dolomiten, am Gardasee sowie in Rapallo und Genua statt. Die Uraufführung erfolgte am 4. März 1952 in Stuttgart, die Berliner Premiere war am 19. Juni desselben Jahres.
Franz Grohmann und Hans Böcker übernahmen die Produktionsleitung, Gottfried zum Winkel entwarf die Filmbauten.
Der zur Drehzeit 65-jährige Regensburger Regisseur Mengon, der bereits Ende der 1920er, Anfang der 1930er-Jahre in Berlin eine Reihe von Kinoproduktionen inszeniert hatte, gab mit dieser Arbeit, seiner einzigen Nachkriegsinszenierung, seine Abschiedsvorstellung beim Film.

## Kritik
Im Lexikon des Internationalen Films heißt es: „Volkstümlicher Liebesfilm im Südtiroler Bauernmilieu, unbeholfen inszeniert und nicht eben glaubwürdig.“